# دهمین دالایی لاما
تسولتریم جیاتسو (انگلیسی: Tsultrim Gyatso؛ ۲۹ مارس ۱۸۱۶ – ۳۰ سپتامبر ۱۸۳۷) دهمین دالایی لاما بود.
وی از سال ۱۸۲۶ تا ۱۸۳۷ به‌عنوان دالایی لاما رهبر بوداییان تبت شناخته می‌شده‌است. 